# José, Palatino da Hungria
José António João Batista de Áustria-Toscana (em alemão: Joseph Anton Johann Baptist von Österreich; em húngaro: Habsburg József Antal Keresztelő János; em checo: Josef Habsbursko-Lotrinský, Florença, 9 de março de 1776 - Buda, 13 de janeiro de 1847), foi arquiduque da Áustria e palatino da Hungria.

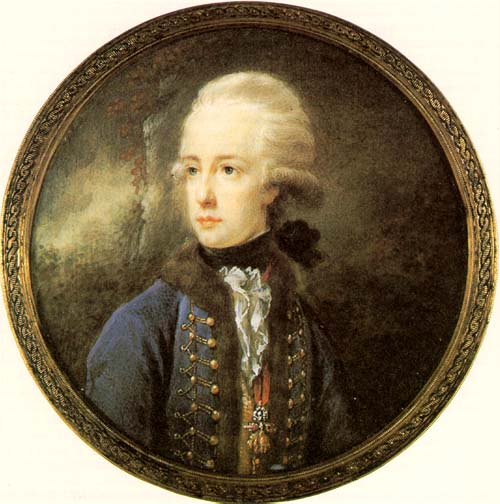
Arquiduque José de Áustria-Toscana, Palatino da Hungria, cerca de 1788

## Família
José era um dos quinze filhos de Leopoldo II, Sacro Imperador Romano-Germânico e de Maria Luísa da Espanha. Ele nasceu em Florença, quando seu pai era grão-duque da Toscana.
Seus avós paternos foram Francisco I, Sacro Imperador Romano-Germânico e Maria Teresa da Áustria e seus avós maternos foram Carlos III de Espanha e Maria Amália da Saxônia. José foi irmão de Francisco II, Sacro Imperador Romano-Germânico, Fernando III, Grão-duque da Toscana e Carlos de Áustria, duque de Teschen, herói da Batalha de Aspern-Essling.

## Casamentos
Casou-se em outubro de 1799 em São Petesburgo com Alexandra Pavlovna filha do czar russo Paulo I e Sofia Doroteia de Württemberg, porém Alexandra morreu de febre puerperal aos dezessete anos de idade ao dar à luz a uma filha. 
Casou-se em segundas núpcias no dia 30 de agosto de 1815 com Hermínia de Anhalt-Bernburg-Schaumburg-Hoym uma vez que não tinha herdeiros masculinos. A princesa também morreu ao dar a luz aos dezanove anos de idade depois do nascimento de dois gêmeos.
Casou-se pela terceira e última vez no dia 24 de agosto de 1819 Maria Doroteia de Württemberg filha de Luís, Duque de Württemberg e Henriqueta de Nassau e tiveram cinco filhos. 

## Descendência

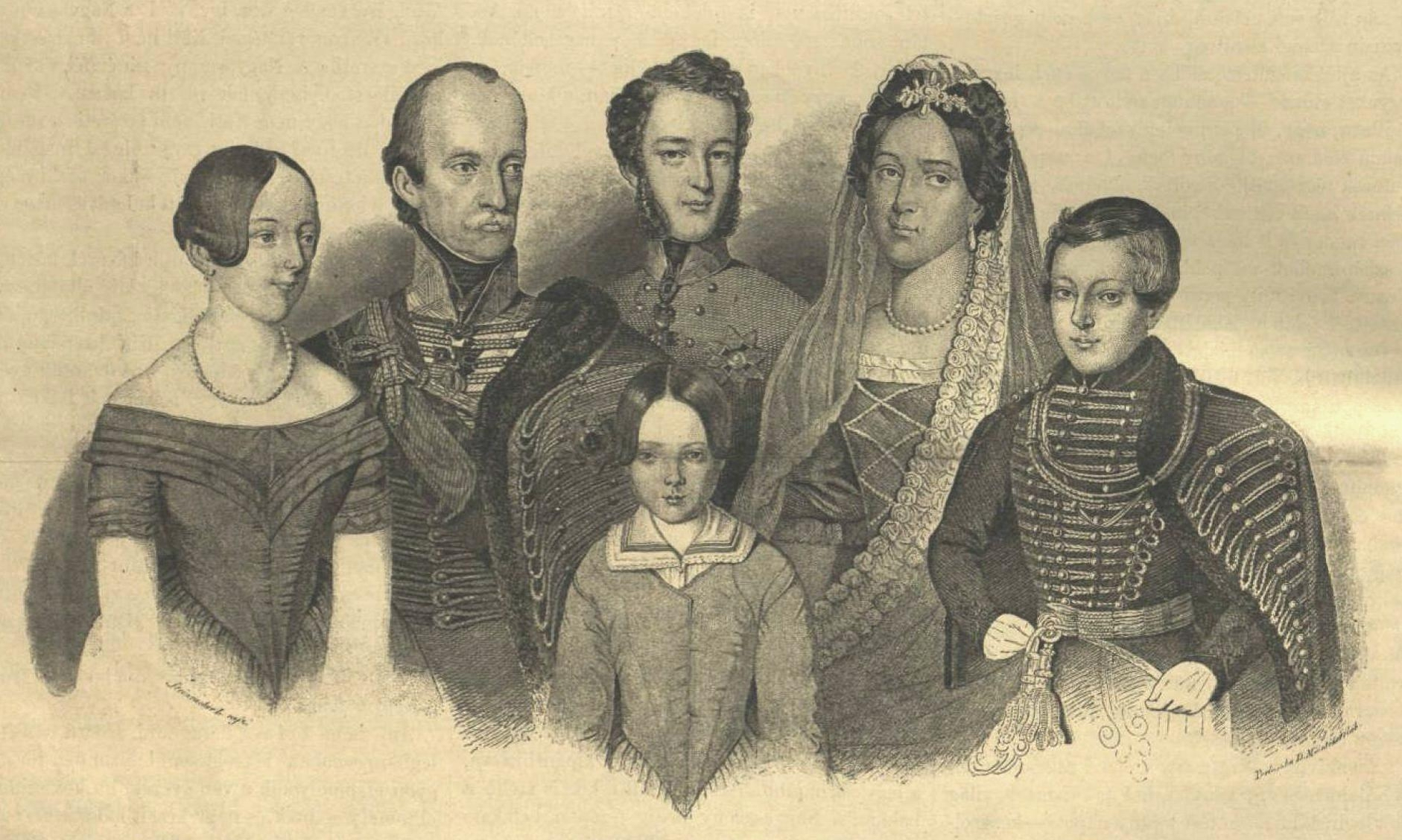
Arquiduque José e sua família. Da esquerda para direita: arquiduquesa Isabel Francisca, arquiduque José, arquiduque Estêvão, duquesa Maria Doroteia, arquiduque José Carlos e abaixo ao centro a arquiduquesa Maria Henriqueta.

|                                                 |                    | Nascimento             | Morte                              |
| ----------------------------------------------- | ------------------ | ---------------------- | ---------------------------------- |
| Com Alexandra Pavlovna da Rússia                |                    |                        |                                    |
| 1                                               | Alexandrina        | 8 de março de 1801     | 8 de março de 1801                 |
| Com Hermínia de Anhalt-Bernburg-Schaumburg-Hoym |                    |                        |                                    |
| 2                                               | Hermínia           | 14 de setembro de 1817 | 13 de fevereiro de 1842            |
| 3                                               | Estêvão            | 14 de setembro de 1817 | 19 de fevereiro de 1867            |
| Com Maria Doroteia de Württemberg               |                    |                        |                                    |
| 4                                               | Francisca Maria    | 30 de julho de 1820    | 23 de agosto de 1820               |
| 5                                               | Alexandre Leopoldo | 6 de junho de 1825     | 12 de novembro de 1837             |
| 6                                               | Isabel Francisca   | 17 de janeiro de 1831  | 14 de fevereiro de 1903            |
| 7                                               | José Carlos        | 2 de março de 1833     | 13 de junho de 1905                |
| 8                                               | Maria Henriqueta   | 23 de agosto de 1836   | 19 de setembro de 1902             |
| Com uma mulher desconhecida                     |                    |                        |                                    |
| 9                                               | Gavio Clùtos       | 2 de março de 1810     | janeiro de 1859[carece de fontes?] |